# Ultraviolence
Ultraviolence är ett musikalbum av Lana Del Rey från 2014. Albumet var hennes tredje studioalbum och producerades till stor del av Dan Auerbach från The Black Keys. Men även andra producenter användes till några låtar. Lana Del Rey var med och samskrev alla skivans låtar utom en. Albumet nådde förstaplatsen på såväl den amerikanska albumlistan som flera europeiska listor. "West Coast", "Shades of Cool", "Ultraviolence", och "Brooklyn Baby" kom ut som singlar från skivan. "West Coast" blev den största singelhiten. Skivan finns även i en deluxeutgåva som inkluderar tre bonuslåtar, "Black Beauty", "Guns and Roses" och "Florida Kilos". Även "Black Beauty" kom som singel.
Albumet fick ett gott mottagande på den sammanställande kritikersidan Metacritic där den har betyget 74/100.

## Låtlista
1. "Cruel World"
2. "Ultraviolence"
3. "Shades of Cool"
4. "Brooklyn Baby"
5. "West Coast"
6. "Sad Girl"
7. "Pretty When You Cry"
8. "Money Power Glory"
9. "Fucked My Way Up to the Top"
10. "Old Money"
11. "The Other Woman"

## Listplaceringar
- Danmark: 1[2]
- VG-lista, Norge: 1[3]
- Sverigetopplistan: 6[4]
- Storbritannien: 1[5]
- Billboard 200, USA: 1[6]